# Franz Josef Hoop (Politiker, 1871)

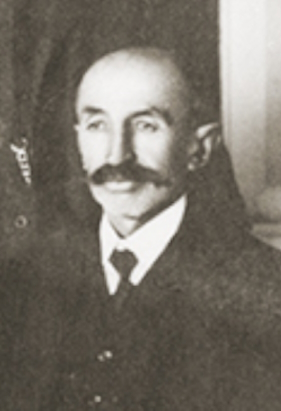
Franz Josef Hoop (1921)

Franz Josef Hoop (* 29. April 1871 in Eschen; † 15. Juli 1923 ebenda) war ein liechtensteinischer Politiker (VP).

## Biografie
Franz Josef Hoop war der Sohn von Jakob Hoop und dessen Frau Anna Maria (geborene Kranz). Er war Bürger der Gemeinde Eschen und arbeitete als Landwirt.
Von 1909 bis 1918 sowie von 1921 bis 1923 gehörte er dem Gemeinderat von Eschen an und war von 1921 bis 1923 auch stellvertretender Gemeindevorsteher. Von 1918 bis 1922 war Hoop für die Christlich-soziale Volkspartei stellvertretender Abgeordneter des Landtags des Fürstentums Liechtenstein.
In erster Ehe war Hoop mit Berta Batliner (1870–1906) verheiratet, in zweiter Ehe mit Maria Mathilde Schächle. Er hatte sieben Kinder, wovon fünf aus erster Ehe stammten, unter anderem der spätere Landtagspräsident und Regierungschef Josef Hoop.